# Laurie Hernandez
Lauren Zoe Hernandez (Old Bridge, 9 de junho de 2000), é uma ginasta estadunidense que compete em provas de ginástica artística.
Representou os Estados Unidos nos Jogos Olímpicos de 2016, no Rio de Janeiro, conquistando a medalha de ouro por equipes e a prata na trave de equilíbrio.

## Carreira

### Júnior
Hernandez começou sua carreira na ginástica artística em 2012, onde competiu no U.S. Classic aos 12 anos de idade. No ano seguinte ela já figurava em segundo lugar no individual geral do WOGA Classic, e no American Classic ficou em primeiro no solo, segundo no individual geral e em terceiro nos aparelhos da trave e salto.
Em setembro de 2013 ela foi selecionada para representar os Estados Unidos em sua primeira competição internacional, em Yokohama, no Japão, marcando 56,750 pontos que lhe garantiram a medalha de bronze no individual geral. Também alcançou a terceira posição no salto, a quarta no solo e a sexta na trave. No início de 2014, Hernandez fraturou o pulso ao escorregar da trave em uma sessão de treinamento. Ela voltou às competições logo após a lesão, mas sofreu um rompimento do tendão patelar e uma luxação da rótula, resultando em seis meses fora da ginástica.
Já recuperada das lesões, em 2015 ela foi nomeada para representar a equipe nacional no Troféu Cidade de Jesolo, na Itália, onde ela conquistou o título individual geral júnior com uma pontuação de 57,650. No U.S. Classic, em julho do mesmo ano, conquistou novamente o título individual geral júnior com 58,450 pontos, bem como no salto (14,900) e barras assimétricas (15,000). Fechando a temporada, foi selecionada para competir no International Junior Japan Meet, em Yokohama, onde ganhou o individual geral, solo e salto e as medalhas de prata na trave e barras assimétricas.

### Sênior
Hernandez fez sua estreia na categoria sênior em 2016. Em março, ela competiu no Troféu Cidade de Jesolo, ganhando a medalha de bronze no individual geral com uma pontuação de 58,550, atrás de suas compatriotas Ragan Smith e Gabby Douglas. Também ganhou uma medalha de prata no salto e uma medalha de ouro na trave, à frente de Smith e de Aly Raisman. Nas seletivas olímpicas (Olympic Trials) no início de julho, Hernandez ficou em segundo lugar no geral, atrás de Simone Biles, sendo convocada para a equipe olímpica ao lado de Biles, Douglas, Raisman e Madison Kocian nos Jogos do Rio de Janeiro.

#### Jogos Olímpicos de 2016

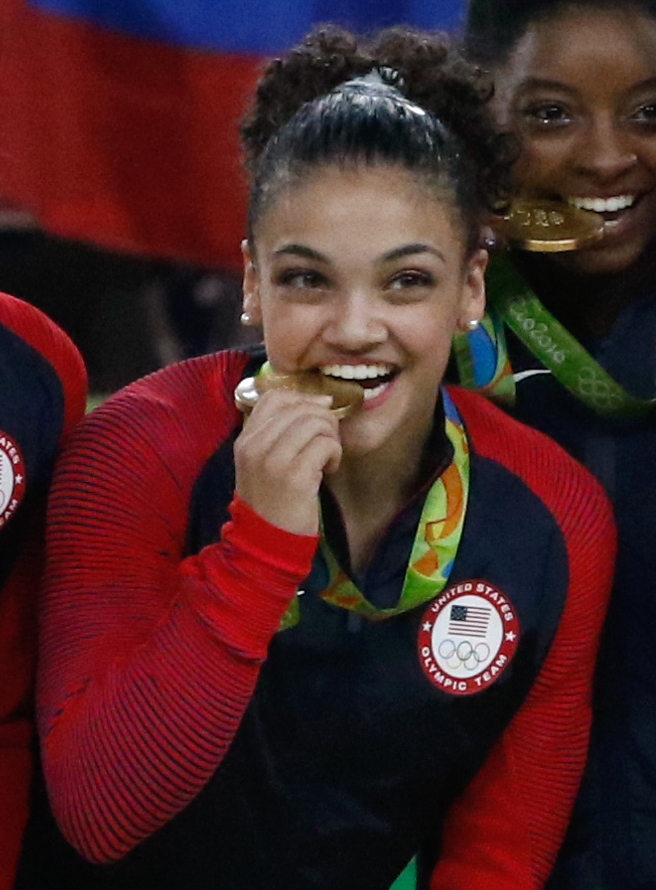
Hernandez com a medalha de ouro por equipes na Rio 2016.

Em 7 de agosto, competiu nas qualificatórias femininas nos Jogos Olímpicos de 2016, onde as oito melhores equipes avançaram para as finais por equipes. Hernandez pontuou 15,200 no salto, 15,366 na trave e 14,800 no solo, onde se classificou para as finais da trave em segundo lugar. Obteve a quarta pontuação mais alta no solo, mas não avançou para a final devido à regra que permite apenas duas ginastas por país, sendo que suas companheiras Simone Biles e Aly Raisman obtiveram pontuações mais altas. A equipe dos Estados Unidos terminou em primeiro lugar nas qualificações por equipe, garantindo uma vaga nas finais com uma pontuação de 185,238.
Em 9 de agosto, Hernandez e o restante da equipe estadunidense conquistaram o ouro na competição por equipes, no que foram denominadas de as Final Five. Elas venceram todos os aparelhos, marcando um total de 184,897, mais de oito pontos a frente de Rússia (176,688) e China (176,003). Hernandez contribuiu para a pontuação total com 15,100 no salto, 15,233 na trave e 14,833 no exercício de solo.
Nas finais por aparelhos, Hernandez ganhou a medalha de prata na trave de equilíbrio com uma pontuação de 15,333, ficando à frente da companheira de equipe Simone Biles e atrás da neerlandesa Sanne Wevers, que ganhou o ouro com uma pontuação de 15,466.

#### Hiato
Após as Olimpíadas, Hernandez apareceu no programa de televisão Dancing with the Stars onde ganhou a temporada 23 ao lado do parceiro Val Chmerkovskiy. Continuou aparecendo na televisão e na mídia ao longo dos anos seguintes, como apresentadora de programa e dubladora, bem como celebridade convidada. Só voltou aos treinamentos de ginástica em outubro de 2018, após dois anos longe das competições.